# 塞克申峰
塞克申峰（英語：Section Peak），是南極洲的山峰，位於維多利亞地的彭內爾海岸，處於萊肯山北端，由新西蘭探險隊命名，現時由南極條約體系管理。

## 外部連結
- 本条目引用的公有领域材料来自美国地质调查局的文档 《塞克申峰》 （資料來自地名信息系统）。

73°14′S 161°55′E / 73.233°S 161.917°E